# Tour de Catalogne 1933
Le Tour de Catalogne 1933 est la 15e édition du Tour de Catalogne, une course cycliste par étapes en Espagne. L’épreuve se déroule sur neuf étapes entre le 10 et le 18 juin 1933, sur un total de 1 576 km. Le vainqueur final est l'Italien Alfredo Bovet, devant son compatriote Ambrogio Morelli et le Belge Antoine Dignef.

## Étapes
| Étape | Date    | Villes étapes                   | km     | Vainqueur d’étape    | Leader du classement général |
| ----- | ------- | ------------------------------- | ------ | -------------------- | ---------------------------- |
| 1     | 10 juin | Barcelone - Manresa             | 83,9   | Joseph Demuysere     | Joseph Demuysere             |
| 2     | 11 juin | Manresa - Tortosa               | 218,6  | Alfons Corthout      | Joseph Demuysere             |
| 3     | 12 juin | Tortosa - Reus                  | 217,6  | Alfredo Bovet        | Alfredo Bovet                |
| 4     | 13 juin | Reus - Lleida                   | 131,2  | Alfons Corthout      | Alfredo Bovet                |
| 5     | 14 juin | Lleida - La Seu d'Urgell        | 190,1  | Ambrogio Morelli     | Alfredo Bovet                |
| 6     | 15 juin | La Seu d'Urgell - Girona        | 212,1  | Vicente Trueba Pérez | Alfredo Bovet                |
| 7     | 16 juin | Girona - Figueres               | 129,8  | Antoine Dignef       | Alfredo Bovet                |
| 8     | 17 juin | Figueres - Caldes de Malavella  | 179,5  | Felice Gremo         | Alfredo Bovet                |
| 9     | 18 juin | Caldes de Malavella - Barcelone | 174,96 | Alfredo Bovet        | Alfredo Bovet                |

### Étape 1 Barcelone - Manresa. 83,9 km
|   | Cycliste         | Temps           |
| - | ---------------- | --------------- |
| 1 | Joseph Demuysere | 2 h 34 min 22 s |
| 2 | Ambrogio Morelli | m.t.            |
| 3 | Alfredo Bovet    | m.t.            |

|   | Cycliste         | Temps           |
| - | ---------------- | --------------- |
| 1 | Joseph Demuysere | 2 h 34 min 22 s |
| 2 | Ambrogio Morelli | m.t.            |
| 3 | Alfredo Bovet    | m.t.            |

### Étape 2. Manresa - Tortosa. 218,6 km
|   | Cycliste         | Temps           |
| - | ---------------- | --------------- |
| 1 | Alfons Corthout  | 8 h 11 min 35 s |
| 2 | Joseph Demuysere | m.t.            |
| 3 | Ambrogio Morelli | + 1 min 27 s    |

|   | Cycliste         | Temps            |
| - | ---------------- | ---------------- |
| 1 | Joseph Demuysere | 10 h 45 min 27 s |
| 2 | Alfons Corthout  | m.t.             |
| 3 | Ambrogio Morelli | + 1 min 27 s     |

### Étape 3. Tortosa - Reus. 217,6 km
|   | Cycliste       | Temps           |
| - | -------------- | --------------- |
| 1 | Alfredo Bovet  | 7 h 01 min 00 s |
| 2 | Antoine Dignef | + 29 min 30 s   |
| 3 | Vicente Trueba | + 29 min 39 s   |

|   | Cycliste       | Temps            |
| - | -------------- | ---------------- |
| 1 | Alfredo Bovet  | 17 h 53 min 43 s |
| 2 | Antoine Dignef | + 29 min 30 s    |
| 3 | Vicente Trueba | + 29 min 39 s    |

### Étape 4. Reus - Lleida. 131,2 km
|   | Cycliste         | Temps           |
| - | ---------------- | --------------- |
| 1 | Alfons Corthout  | 4 h 55 min 00 s |
| 2 | Ambrogio Morelli | m.t.            |
| 3 | Émile Decroix    | + 15 s          |

|   | Cycliste       | Temps            |
| - | -------------- | ---------------- |
| 1 | Alfredo Bovet  | 22 h 49 min 43 s |
| 2 | Antoine Dignef | + 29 min 30 s    |
| 3 | Vicente Trueba | + 29 min 39 s    |

### Étape 5. Lleida - La Seu d'Urgell. 190,1 km
|   | Cycliste          | Temps           |
| - | ----------------- | --------------- |
| 1 | Ambrogio Morelli  | 6 h 44 min 00 s |
| 2 | Federico Ezquerra | m.t.            |
| 3 | Luigi Marchisio   | m.t.            |

|   | Cycliste         | Temps            |
| - | ---------------- | ---------------- |
| 1 | Alfredo Bovet    | 29 h 35 min 13 s |
| 2 | Vicente Trueba   | + 28 min 59 s    |
| 3 | Ambrogio Morelli | + 29 min 41 s    |

### Étape 6. La Seu d'Urgell - Girona. 212,1 km
|   | Cycliste         | Temps           |
| - | ---------------- | --------------- |
| 1 | Vicente Trueba   | 8 h 31 min 00 s |
| 2 | Antoine Dignef   | + 3 min 55 s    |
| 3 | Ambrogio Morelli | m.t.            |

|   | Cycliste         | Temps            |
| - | ---------------- | ---------------- |
| 1 | Alfredo Bovet    | 38 h 14 min 23 s |
| 2 | Vicente Trueba   | + 20 min 49 s    |
| 3 | Ambrogio Morelli | + 25 min 26 s    |

### Étape 7. Girona - Figueres. 129,8 km
|   | Cycliste         | Temps           |
| - | ---------------- | --------------- |
| 1 | Antoine Dignef   | 4 h 51 min 32 s |
| 2 | Ambrogio Morelli | + 2 min 29 s    |
| 3 | Alfons Corthout  | m.t.            |

|   | Cycliste         | Temps            |
| - | ---------------- | ---------------- |
| 1 | Alfredo Bovet    | 43 h 20 min 10 s |
| 2 | Ambrogio Morelli | + 13 min 40 s    |
| 3 | Antoine Dignef   | + 15 min 42 s    |

### Étape 8. Figueres - Caldes de Malavella. 179,5 km
|   | Cycliste       | Temps           |
| - | -------------- | --------------- |
| 1 | Felice Gremo   | 6 h 07 min 00 s |
| 2 | Alfredo Bovet  | m.t.            |
| 3 | Joaquim Tudela | + 11 min 55 s   |

|   | Cycliste         | Temps            |
| - | ---------------- | ---------------- |
| 1 | Alfredo Bovet    | 49 h 27 min 10 s |
| 2 | Ambrogio Morelli | + 29 min 50 s    |
| 3 | Antoine Dignef   | + 31 min 12 s    |

### Étape 9. Caldes de Malavella - Barcelone. 174,9 km
|   | Cycliste         | Temps           |
| - | ---------------- | --------------- |
| 1 | Alfredo Bovet    | 5 h 37 min 09 s |
| 2 | Ambrogio Morelli | + 2 min 49 s    |
| 3 | Antoine Dignef   | + 3 min 45 s    |

|   | Cycliste         | Temps            |
| - | ---------------- | ---------------- |
| 1 | Alfredo Bovet    | 55 h 04 min 19 s |
| 2 | Ambrogio Morelli | + 31 min 59 s    |
| 3 | Antoine Dignef   | + 34 min 57 s    |

## Classement final
| Pos. | Cycliste              | Équipe                    | Temps             |
| ---- | --------------------- | ------------------------- | ----------------- |
| 1    | Alfredo Bovet         | Bianchi                   | 55 h 04 min 19 s  |
| 2    | Ambrogio Morelli      | Bianchi                   | + 31 min 59 s     |
| 3    | Antoine Dignef        | Genial Lucifer-Hutchinson | + 34 min 57 s     |
| 4    | Vicente Trueba Pérez  | Bestetti                  | + 1 h 05 min 18 s |
| 5    | Felice Gremo          | Dei                       | + 1 h 09 min 27 s |
| 6    | Luigi Marchisio       | Olympia                   | + 1 h 26 min 51 s |
| 7    | Federico Ezquerra     | Bilbaina                  | + 1 h 30 min 44 s |
| 8    | Vicente Bachero       |                           | + 1 h 31 min 03 s |
| 9    | Émile Decroix         | Genial Lucifer-Hutchinson | + 1 h 34 min 45 s |
| 10   | José Nicolau Balaguer |                           | + 1 h 37 min 24 s |